# Francisco Dias Gomes
Francisco Dias Gomes (ur. 1745, zm. 1795) – poeta portugalski.

## Życiorys
Francisco Dias Gomes urodził się w Lizbonie jako syn Fructuosa Diasa Gomesa i jego żony Vivêncii Gomes. Studiował prawo na uniwersytecie w Coimbrze. Zmarł w trakcie zarazy w 1795 roku.

## Twórczość
Francisco Dias Gomes pisał elegie, układane tercyną, ody i pieśni. W swoich utworach stosował wyrafinowane strofy, w tym oktawę (abababcc) i strofę królewską (ababbcc). Tę ostatnią wykorzystał w Odzie VIII. Napisał też utwór À Língua Portuguesa (O języku portugalskim). Innym znanym dziełem poety jest elegia na cześć Woltera Na Morte de Mr. de Voltaire. Poza tym zajmował się tłumaczeniami z języka greckiego. Uznanie zyskał także jako krytyk literacki i prozaik. Redaktorzy Encyklopedii Brytyjskiej z 1911 roku piszą: Finally the best literary critic and one of the most correct prose writers of the period is Francisco Dias Gomes.